# Kaudeks

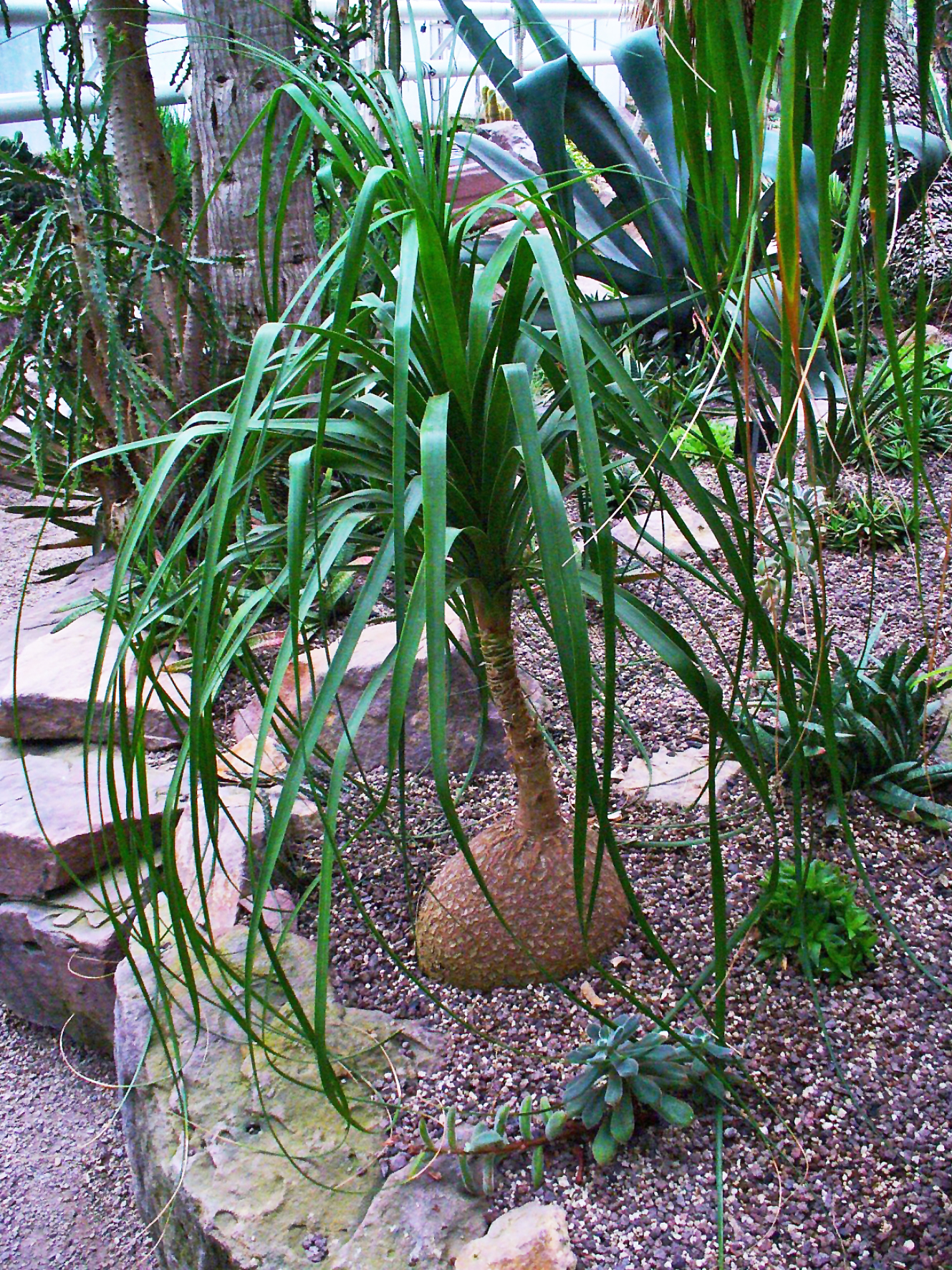
Beaucarnea recurvata

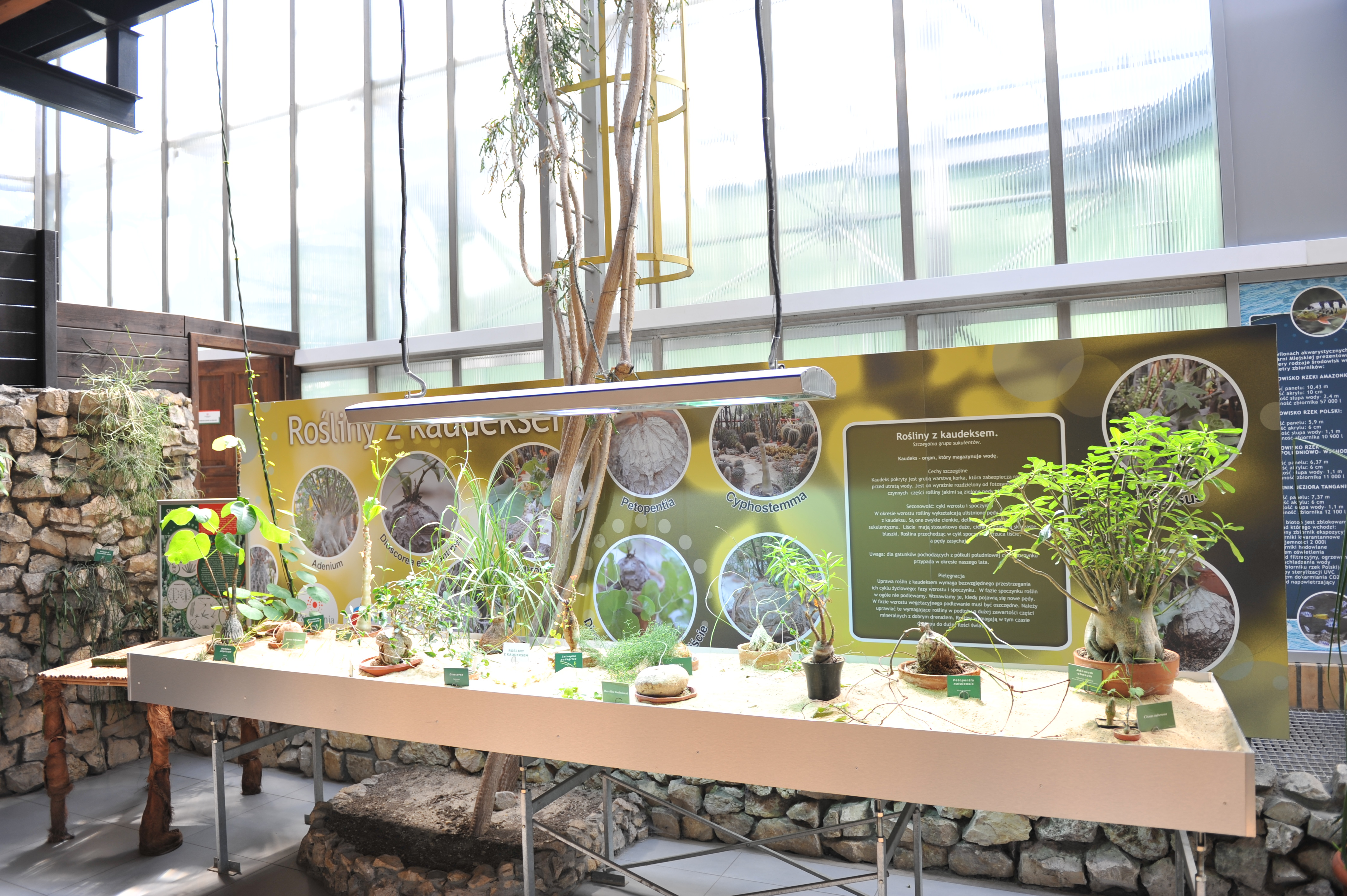
Rośliny z kaudeksem – Palmiarnia Miejska w Gliwicach

Kaudeks – modyfikacja budowy szyi korzeniowej roślin (odcinka między pomiędzy pędem a korzeniem), pędu lub korzenia usytuowana na poziomie gruntu. Służy do gromadzenia wody i jest adaptacją do życia w suchych środowiskach. Kaudeks jest gruby i zdrewniały, pokryty jest grubą warstwą korka, który zabezpiecza przed utratą wody.
Sukulenty kaudeksowe takie jak adenium arabskie, bokarnea odgięta, kłębian czy jatrofa, ze względu na oryginalny pokrój bywają uprawiane jako rośliny ozdobne.